# 前夜 (NPO)
特定非営利活動法人 前夜（ぜんや）は、同名の文化・芸術・思想――領域を横断する批評としての季刊『前夜』を発行するNPO団体である。政治的立場は左派、リベラルであり、憲法改定、有事法制、植民地主義、自由主義史観などに反対している。最近では嫌韓批判も多く行っている。

## 来歴
- 2004年4月 - 東京都渋谷区代々木に設立[2]。
- 2004年10月 - 文化・芸術・思想――領域を横断する批評として季刊『前夜』創刊（編集委員：岡本有佳、菊池恵介、高和政、徐京植、高橋哲哉、中西新太郎、三宅晶子、李孝徳）／発行：NPO前夜、発売：影書房。
- 2005年10月 - 映画『ルート 181』東京上映＆監督来日公演を主催するなど、 文化活動を展開。
- 2007年7月 - 第I期完結。